# Lamijski rat
Lamijski rat (323. pr. Kr. - 322. pr. Kr.), nazvan po gradu Lamija, jest rat, odnosno neuspješni ustanak u Grčkoj protiv makedonske vlasti i Antipatera, makedonskog namjesnika u Grčkoj.
Ustanak se izbio nedugo nakon smrti makedonskog kralja Aleksandra III. Velikog.
Ustanak su pokrenuli Atena i Etolski savez. Atenjani su uveli vojnu obvezu za sve muškarce ispod 40 godina i uzeli u službu 8000 plaćenika. Antipater se htio povući u Makedoniju i pričekati pojačanje iz Grčke. Leosten, atenski vojskovođa, postavio je vojsku kod klanca Termopile i time zatvorio put Antipateru i prisilio ga na bitku. U bitci kod Heraklije, 323. pr. Kr., Leosten je pobijedio Antipatera. Antipater se zatim povukao u grad Lamija, koji je Leosten stavio pod opsadu. Antipater je ponudio Leostenu pregovore, što je ovaj odbio, iako nije imao potrebnu vojnu opremu da uspješno dovrši opsadu.
Nakon tih uspjeha ustanku su se pridružili brojni dobrovoljci iz drugih grčkih gradova. Makedonski vojskovođa Leonat, koji je krenuo u pomoć Antipateru, također je doživio poraz. Tu su poginuli i Leosten i Leonat. Ipak se Antipater uspio izvući iz Lamije i povući u Makedoniju.
Međutim, Makedonci su imali potpunu pomorsku prevlast, te je Klit potukao Atenjane u pomorskoj bitci kod Abida, 322. pr. Kr. Nakon toga mnogi grčki dobrovoljci napuštaju ustanak i vraćaju se svojim domovima. Makedonski vojskovođa Krater stigao je iz Azije s vojnim pojačanjem. Antipater i Krater su, udruženi, pobijedili oslabljene Grke u odlučnoj bitci kod Kranona 322. pr. Kr. Do 321. pr. Kr. ponovo su svi grčki gradovi, osim Etolskog saveza, bili pod vlašću Makedonaca. Daljnje pokoravanje Grčke je spriječeno jer su izbile borbe između Aleksandrovih generala dijadosa. 
Ovim ratom Atena je prestala biti velika pomorska sila. Atena je bila prisiljena platiti ratnu odštetu i prihvatiti oligarhijsko vladanje 9000 najbogatijih Atenjana. Pogubljeni su, ili počinili samoubojstvo, mnogi ugledni Atenjani koji su podržavali ustanak, npr. Demosten i Hiperid.